# Wusa (Einheit)
Wusa war ein Längenmaß in Broach, heute Bharuch, einer Hafenstadt im Bundesstaat Gujarat im Nordwesten Indiens. Wiswusa, das kleinere Maß, war beispielsweise in Malwa = 4,4802 Inches und in Surat 4,4766 Inches.
- 1 Wiswusa = 4,4802 Inches
- 1 Wusa = 20 Wiswusa = 89,6004 Inches